# Eacles ambicolor
Eacles ambicolor är en fjärilsart som beskrevs av Lemaire 1972. Eacles ambicolor ingår i släktet Eacles och familjen påfågelsspinnare. Inga underarter finns listade i Catalogue of Life.